# Barberkniv
Barberkniv eller ragekniv er en smal og aflang skarpsleben kniv til at skrabe skæg af med. Knivsæggen kan foldes ind i håndtaget.
- Wikimedia Commons har flere filer relateret til Barberkniv